# Magelhaens (cràter)

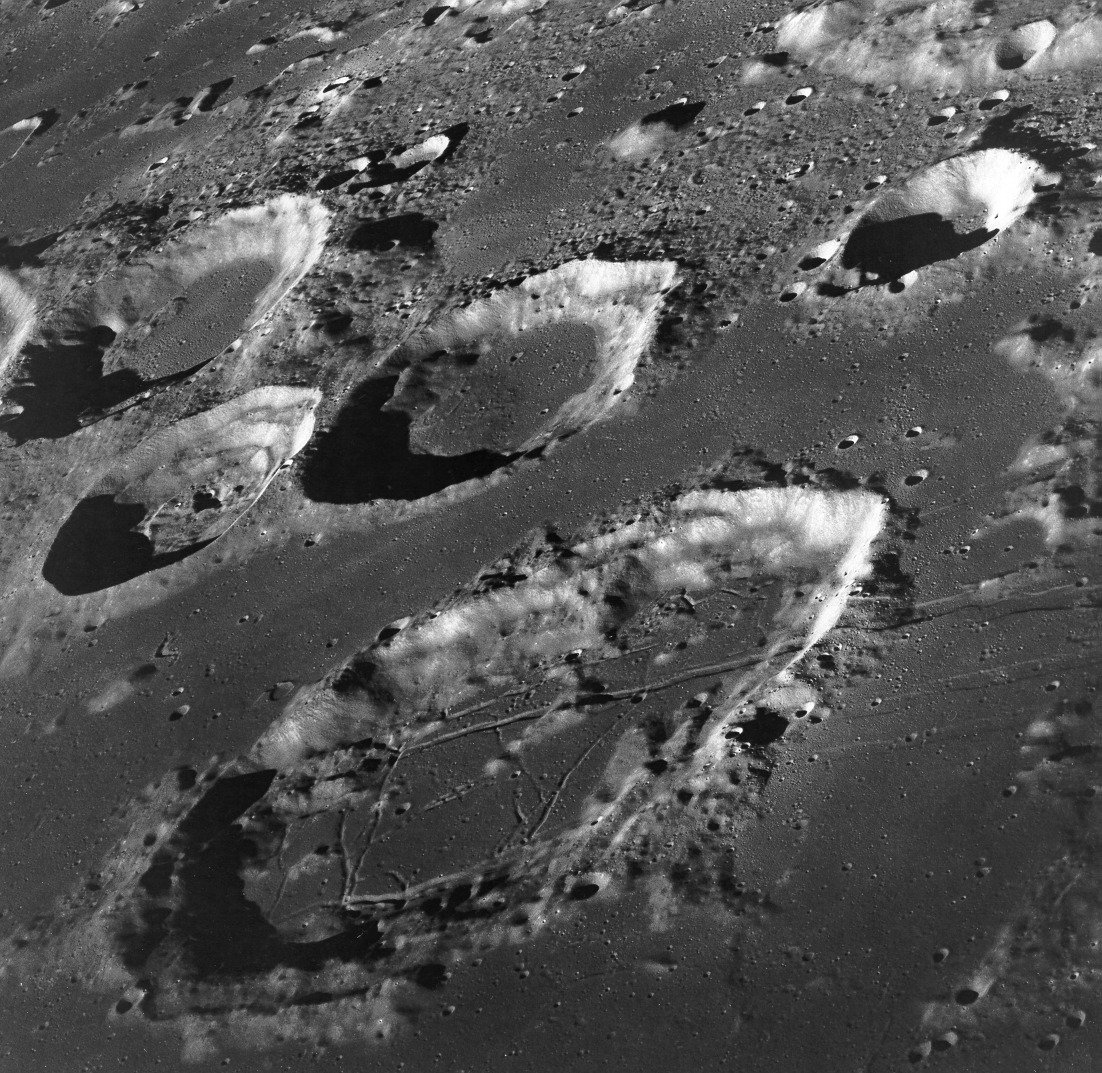
Magelhaens apareix just sobre el centre d'aquesta imatge presa per la tripulació de l'Apollo 8. Magelhaens A se troba a l'esquerra i Goclenius en primer pla. Foto NASA.

Magelhaens és un cràter d'impacte que es troba en el bord sud-oest del Mare Fecunditatis, en la part oriental de la cara visible de la Lluna. Es troba al sud-sud-oest del cràter Goclenius, a mig camí entre Gutenberg cap al nord-oest i Colom cap al sud-est.

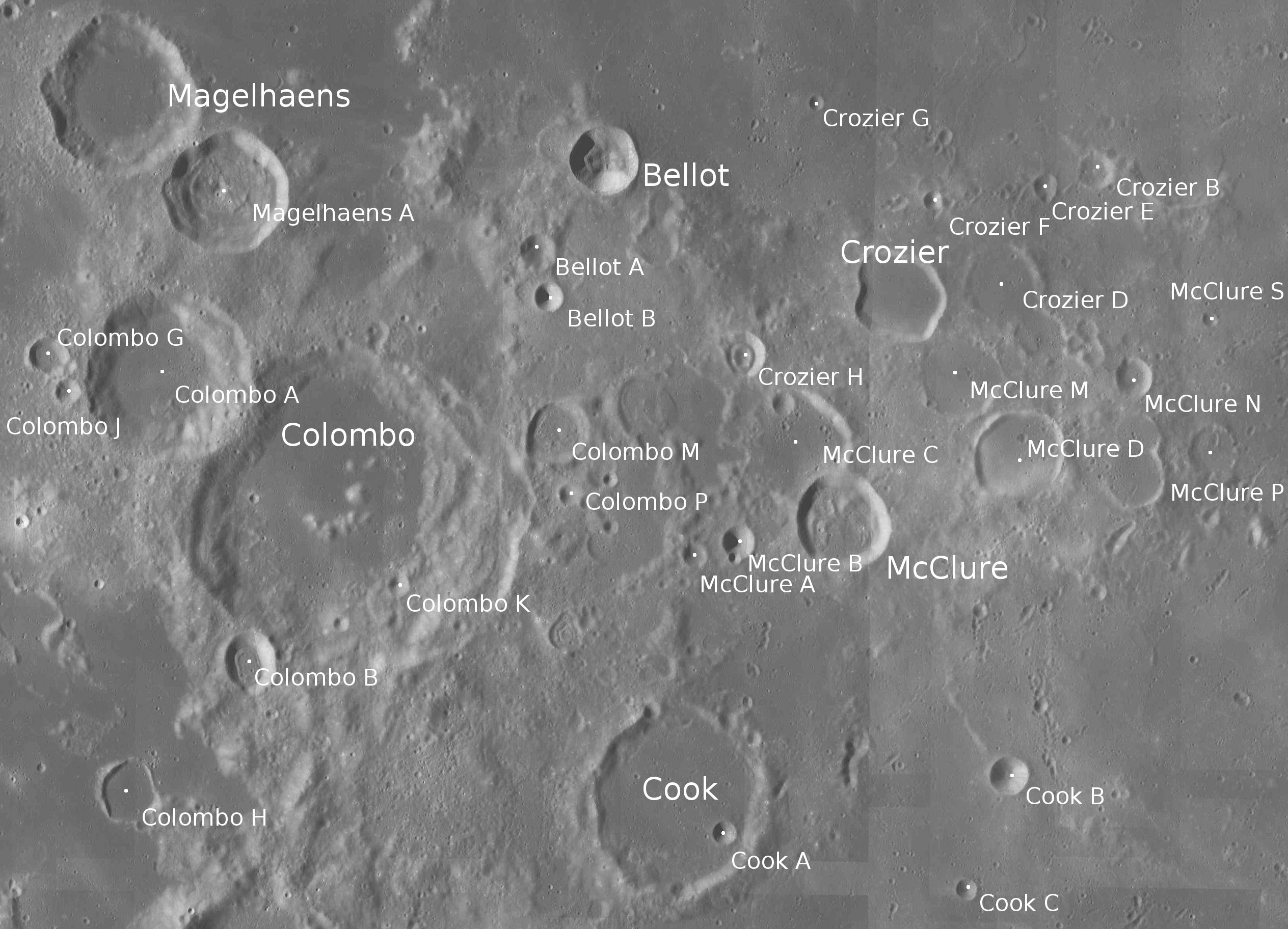
Localització de Magelhaens (cantonada superior esquerra). Fotografia de la missió LRO.

Aquest cràter té una vora exterior prima i una mica desigual, aproximandament circular. El cràter satèl·lit lleugerament més petit Magelhaens A està unit a la vora suroriental. Dins de les parets interiors de Magelhaens, el sòl interior ha ressorgit per efecte de la lava basáltica, igualant-se el seu aspecte fosc amb el de la mar lunar situat al nord-est. Aquest sòl és pla i manca de trets distintius.

## Cràters satèl·lit
Per convenció aquests elements són identificats en els mapes lunars posant la lletra en el costat del punt mitjà del cràter que està més proper a Magelhaens.
|            | \| Magelhaens \| Coordenades \| Diàmetre \| \| ---------- \| ------------------------------------ \| -------- \| \| A \| 12° 36′ S, 45° 00′ E / 12.6°S,45.0°E \| 32 km \| |          |
| Magelhaens | Coordenades | Diàmetre |
| A          | 12° 36′ S, 45° 00′ E / 12.6°S,45.0°E | 32 km    |